# Studenčany
Studenčany jsou přírodní rezervace poblíž obce Čeladná v okrese Frýdek-Místek. Oblast spravuje AOPK ČR Správa CHKO Beskydy. Důvodem ochrany jsou porostní skupiny se zachovalými zbytky lesů charakteristickými pro jedlobukový a smrkobukový vegetační stupeň karpatské oblasti.